# Lathyrus emodi
Lathyrus emodi là một loài thực vật có hoa trong họ Đậu. Loài này được (Fritsch) Ali miêu tả khoa học đầu tiên.